# Forrahue

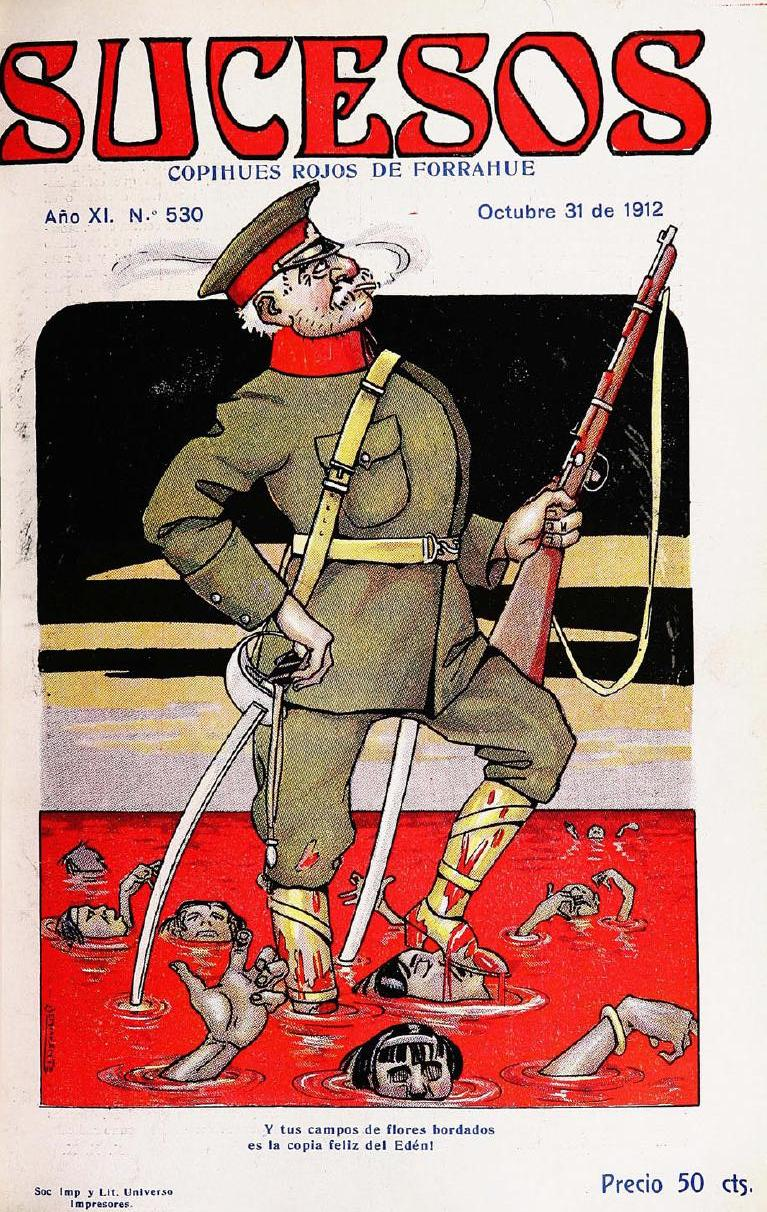
Portada de la revista Sucesos de 1912, que informa la masacre de Forrahue.

Forrahue es un caserío ubicado 23 kilómetros al oeste de la ciudad de Osorno, Región de Los Lagos, Chile. Se subdivide en dos entidades llamadas Forrahue alto y Forrahue bajo. Este sector se encuentra junto al estero Putraiguen.

## Historia
El nombre Forrahue significa montaña de osamentas. Esta localidad fue escenario de un triste hecho histórico para Chile, pues en el proceso de regularización de tierras de 1887 terminó por confinar a la comunidad huilliche a un pequeño territorio. En el mes de octubre del año 1912, la comunidad huilliche se movilizó para recuperar sus tierras y que eran reclamadas por el latifundista Anastasio Burgos Villalobos. Sin embargo, se generó un conflicto que terminó con muchas personas de la comunidad lesionadas y con el fusilamiento ocurrido el 19 de octubre de 1912 de 15 comuneros huilliches a manos de 45 policías y guardias civiles al mando del mayor Julio Frías.
El cementerio indígena que ha sido declarado Monumento Histórico bajo la protección de la ley 17.288, a solicitud de la propia comunidad indígena de Forrahue con apoyo de Conadi y el Municipio de Osorno.

## Accesibilidad y transporte
Se accede a él existen dos vías, la primera es por la Ruta-40 hacia el sector costero por el sector de Huillinco y la segunda por el antiguo camino hacia San Juan de la Costa y Cancha Larga a través de la Ruta U-390.
Forrahue se encuentra a 23 km de la ciudad de Osorno.